# Бен Ікс
Бен Ікс (англ. Ben X) — бельгійський фільм 2007 року про молодого хлопця з синдромом Аспергера, замкнутого у фентезійному світі MMORPG ArchLord, причиною чого є знущання з боку однолітків. Назва фільму є leet-версією фрази нідерландською мовою «(ik) ben niks», що перекладається як «(я) ніщо». Ґрунтується на романі «Нічого — це все, що він казав» Ніка Бальтазара, якого надихнула реальна історія про хлопчика-аутиста, що скоїв самогубство через знущання. Світова прем'єра відбулася 26 серпня 2007 року.

## Сюжет
Бен — молодий хлопець з синдромом Аспергера. Через хворобу однокласники знущаються над ним. Щодня він грає в MMORPG ArchLord під ніком Ben_X, де в нього є своя принцеса — Скарлайт. Якось вона вирішує зустрітися з ним «в реалі», але головний герой, ставши поруч з нею на вокзалі, так і не наважується з нею заговорити. Дівчина їде, так і не зрозумівши, що поруч з нею був Бен. Не витримавши знущань і з відчаю, Бен вирішує вчинити самогубство.

## В ролях
- Грег Тиммерманс — Бен
- Маріке Піной — Мати Бена
- Лаура Верліндер — Скарлайт
- Пол Госсен — Батько Бена
- Тітус Де Вогдт — Богарт
- Мортен Клейсенс — Десмет
- Якоб Бекс — Вчитель праці
- Жилс де Шрійвер — Коппола
- Петер де Ґреф — Психіатр
- Рон Корнет — Директор школи
- Баво Сметс — Бен у віці шести років
- Ан ван Жийсеґем — Майке
- Таня ван дер Занден — Сабіна
- Сізар Де Суттер — Йонас

## Знімальна група
- Режисер — Нік Бальтазар
- Продюсер — Берні Бос (Burny Bos), Петер Букерт (Peter Bouckaert), Вінні Енгієн (Winnie Enghien), Ервін Провост (Erwin Provoost), Міхель де Рой (Michiel de Rooij), Сабіна Венендоль (Sabine Veenendaal)
- Сценарист — Нік Бальтазар
- Оператор — Лу Бергманс (Lou Berghmans)
- Монтаж — Філіп Равет (Philippe Ravoet)
- Композитор — Прага Хан (Praga Khan)
- Художник-постановник — Курт Лоєнс (Kurt Loyens)
- Художник по костюмах — Гелен Хайтйенс (Heleen Heintjes)
- Відбір акторів — Гунтер Шмід (Gunter Schmid)

## Нагороди
Фільм завоював три нагороди на 31-ому Монреальскому кінофестивалі: Гран-прі Amériques, приз публіки за найпопулярніший фільм на фестивалі і Екуменічну премію.
Також фільм був номінований на глядацьку нагороду European Film Awards в категорії «Найкращий фільм».

## Саундтрек
- Arno[en] — Lonesome Zorro
- dEUS — Include Me Out
- Sigur Ros — Svefn-G-Englar
- Liam Chan — Sister Waterfall
- Praga Khan — Bad Company
- Praga Khan — I Want You
- Praga Khan — The World Goodbye
- Praga Khan — Temptation
- Praga Khan — Pittsburgh Angel
- Praga Khan — Insanity
- Lords Of Acid — Feed My Hungry Soul
- Lords Of Acid — Glad I'm Not God
- Praga Khan — Scarlite Theme